# 567

## Починали
- Хариберт I, Франкски крал от Меровингите